# Дарая
Дарая (араб. داريا) — передмістя на південному заході Сирії, належить до муфахази Дамаска. Знаходиться на висоті 689 метрів над рівнем моря. Населення — 84 044 (2012). Відстань до адміністративного центру провінції та столиці країни — Дамаска — 7 км. Під час громадянської війни в Сирії у 2016 році потерпало від бомбардувань.

## Етимологія
Дарая походить від арабського слова داراني, що означає «багато будинків».

## Історія
Дарая розташована на південному заході від міста Дамаска, за 10 км від президентського палацу, і межує з районами Мезза і Кфар-Суса, де розташовані будівлі урядових установ і штаби силових структур. Поблизу від неї знаходиться військовий аеродром Мезза.
Місто стало першим, де почалися антиурядові протести. У серпні 2012 року відбулося масове вбивство, відоме як «різанина в Дараї».
Під час громадянської війни місто контролювалося «Джебхат ан-Нусра», структурний підрозділ Аль-Каїди в Сирії, та бойовиками «Ліва Аль-Іслама».
До середини 2016 року сирійська армія контролювали приблизно 65 % міста. У серпні 2016 року жителів міста евакуювали. Приблизно 700 повстанців перевезли до повстанської цитаделі в Ідліб, північна Сирія. До кінця року місто залишили понад 8000 осіб. 2016 року ентузіасти заснували секретну бібліотеку, до якої з під уламків зібрали 14000 книг.

## Демографія
Більша частка населення міста — мусульмани. Дарая має цілий ряд промислових підприємств для забезпечення необхідними умовами обслуговування в місті. Більшість частина населення займаєтеся в сільському господарстві, деякі в вільних професіях, особливо в галузі тваринництва.
| Динаміка чисельності міста по рокам |        |        |        |
| 1970                                | 1981   | 2003   | 2012   |
| 22 312                              | 34 048 | 68 100 | 84 044 |

## Клімат
У Дараї напівпустельний клімат (Класифікація кліматів Кеппена: BSk). Середня температура — 17,1 °C (62,8 °F). Опади випадають рідко. Середня їх кількість — 211 мм (8,31 дюйм).